# Spoorlijn Aulendorf - Hergatz
De spoorlijn Aulendorf - Hergatzook wel Württembergische Allgäubahn genoemd is een Duitse spoorlijn als lijn 4550 Herbertingen - Isny en 4560 Kißlegg - Hergatz onder beheer van DB Netze loopt als zijlijn van de Beierse Allgäubahn tussen Lindau en Augsburg.

## Geschiedenis
In 1860 nam het Eisenbahn Comite van de steden Leutkirch en Isny contact op met de Königlich Württembergischen Staats-Eisenbahnen voor de aansluiting op hun spoorwegnet. Op 13 augustus 1965 besloot de württembergische Abgeordnetenkammer dat het traject in vijf delen werd geopend:
- 25 juli 1869: Saulgau - Aulendorf - Waldsee = 28 km
- 10 oktober 1869: Herbertingen - Saulgau = 9 km
- 15 september 1870: Waldsee - Kißlegg = 20 km
- 1 september 1872: Kißlegg - Leutkirch = 11 km
- 15 augustus 1874: Leutkirch - Isny = 16 km

## Treindiensten

### Deutsche Bahn
De Deutsche Bahn verzorgt het personenvervoer op dit traject met RE- en RB-treinen.
Het personenvervoer werd sinds 1993 uitgevoerd op het traject tussen Aulendorf - Leutkirch - Memmingen ieder uur uitgevoerd. In december 2005 werd vanwege afname van het personenvervoer de uurdienst omgezet in een twee-uurdienst.

### Goederenvervoer
Het goederenvervoer (hoofdzakelijk grondstoffen) plaats met Saint-Gobain-Glaswerk in Bad Wurzach over de Roßbergbahn
en Shell-Tanklager in Aichstetten-Altmannshofen.

## Aansluitingen
In de volgende plaatsen was of is er een aansluiting van de volgende spoorwegmaatschappijen:

### Aulendorf
- Südbahn spoorlijn tussen Ulm en Friedrichshafen Haven

### Roßberg
- Roßbergbahn spoorlijn tussen Roßberg en Bad Wurzach

### Leutkirch
- Leutkirch - Memmingen, spoorlijn tussen Leutkirch en Memmingen
- Herbertingen - Isny, spoorlijn tussen Leutkirch en Isny

### Kißlegg
- Allgäubahn spoorlijn tussen Hergatz en Aulendorf

### Hergatz
- Allgäubahn spoorlijn tussen Buchloe en Lindau